# Guy Fréquelin
Guy Fréquelin (rođen 2. travnja 1945.) je umirovljeni francuski vozač automobilskih utrka.
Ukupno je nastupio na 35 utrka svjetskog prvenstva u reliju. Zabilježio je jednu pobjedu, a još sedam puta je bio na podiju. Najpoznatiji Fréquelinov trenuci su bili kada je završio drugi u konačnom ukupnom poretku svjetskog prvenstva u reliju iza prvaka Arija Vatanena sezone 1981. u svome automobilu Sunbeam Lotus Talbot sa suvozačem Jeanom Todtom. Te sezone zabilježio je i jedinu pobjedu, na Reliju Argentina. Nastupao je i na nekoliko utrka 24 sata Le Mansa, ali nije zabilježio većih uspjeha.
Pred kraj radnog vijeka bio je dio momčadi Citroën Total World Rally Team, prije nego što je umirovljen 2007. Tijekom tog vremena sudjelovao je u četiri uzastopna naslova svjetskog prvaka u reliju Sébastiena Loeba i nekoliko pobjeda na Reliju Paris Dakar.

## Izori
- Profil na RallyBase.nl (engl.)